# Genova megye
Genova megye (olaszul Provincia di Genova, ligur nyelven provinça de Zena) Liguria régió kisebb közigazgatási egysége Olaszországban. Lakosainak száma kb. 900 000. Székhelye Genova.
Északon Piemont régióval (Alessandria megye) és Emilia-Romagna régióval (Piacenza és Parma megyék), délen a Ligur-tengerrel, nyugaton Savona, keleten pedig La Spezia megyével határos.

## Legnépesebb települései

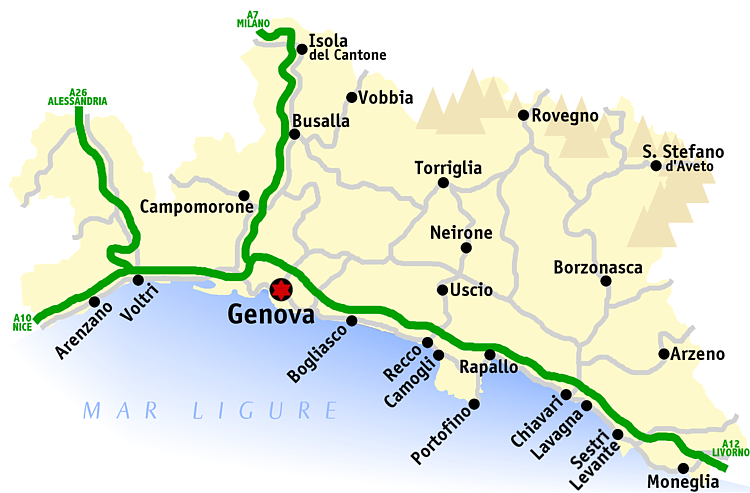
Genova megye fontosabb útjai

|     | Kép                     | Település               | Lakosság (2010, fő) |
| --- | ----------------------- | ----------------------- | ------------------- |
| 1.  | Genova                  | Genova                  | 607 906             |
| 2.  | Rapallo                 | Rapallo                 | 30 785              |
| 3.  | Chiavari                | Chiavari                | 27 815              |
| 4.  | Sestri Levante          | Sestri Levante          | 18 794              |
| 5.  | Lavagna                 | Lavagna                 | 13 013              |
| 6.  | Arenzano                | Arenzano                | 11 724              |
| 7.  | Recco                   | Recco                   | 10 178              |
| 8.  | Santa Margherita Ligure | Santa Margherita Ligure | 9915                |
| 9   | Cogoleto                | Cogoleto                | 9209                |
| 10. | Serra Riccò             | Serra Riccò             | 7994                |

### A legkisebb település
|    | Kép       | Település | Lakosság (2010, fő) |
| -- | --------- | --------- | ------------------- |
| 1. | Rondanina | Rondanina | 78                  |